# کدی لالانی
کدی لالانی (انگلیسی: Cady Lalanne؛ زادهٔ ۲۲ آوریل ۱۹۹۲) بازیکن بسکتبال اهل هائیتی است.
از باشگاه‌هایی که در آن بازی کرده‌است می‌توان به آستین توروس اشاره کرد.